# 巴滕斯哈根-帕肯廷
巴尔滕斯哈根-帕尔肯廷是德国梅克伦堡-前波莫瑞州的一个市镇。总面积15.20平方公里，总人口1265人，其中男性623人，女性642人（2011年12月31日），人口密度83人/平方公里。